# 24988 Alainmilsztajn
Alainmilsztajn (asteroide 24988) é um asteroide da cintura principal. Possui uma excentricidade de 0.14140830 e uma inclinação de 4.71277º.
Este asteroide foi descoberto no dia 19 de junho de 1998 por ODAS em Caussols.